# Vivre vite (récit)
Pour les articles homonymes, voir Vivre vite.
Vivre vite est un récit de Brigitte Giraud paru le 24 août 2022 aux éditions Flammarion.
Le 3 novembre 2022, cet ouvrage reçoit le prix Goncourt 2022 à l'issue de quatorze tours de scrutin, par six voix contre cinq à Le Mage du Kremlin de Giuliano da Empoli grâce à la double-voix du président du jury Didier Decoin. C’est le 5e ouvrage édité par la maison Flammarion à remporter le prix Goncourt.

## Résumé
Brigitte Giraud analyse dans cet ouvrage les circonstances qui ont mené à la mort accidentelle de son mari Claude Giraud le 22 juin 1999 à Lyon. Elle avait publié il y a vingt ans le récit À présent sur cette tragique disparition. Ce dernier avait remporté la mention spéciale du prix Wepler 2001.
L'autrice détaille avec beaucoup de recul tous les événements qui se sont succédé pour aboutir à l'accident de moto de son mari. Cela commence par la mort de son grand-père puis l'achat compliqué d'une maison, qui est un élément central du récit. Claude Giraud était directeur de médiathèque et rock-critique notamment pour Le Monde. Il aimait la moto. C'est au guidon d'une moto très puissante, dangereuse et très délicate à piloter (une Honda 900 CBR) que l'irréparable se produit. Cette moto n'était pas la sienne, mais appartenait à son beau-frère. Il l'essayait pour la première fois. 
L'écrivaine essaie de trouver un sens aux éléments du destin qui s’enchainent. Elle fait aussi revivre avec beaucoup d'émotion son compagnon et l'histoire qu'ils ont vécue. Cette émotion grandit au fil du roman, alors que l'inéluctable approche. 
Le titre de ce livre provient de la phrase Vivre vite, mourir jeune (Live fast, die young) attribuée dans l'ouvrage à Lou Reed.

## Accueil de la critique
Malgré le prix prestigieux du livre, le roman reçoit des avis mitigés. D'un côté, il est salué pour l'intimité et la force qu'il dégage. D'un autre côté, alors que les ventes des livres lauréats sont estimés entre 350 000 et 500 000 exemplaires l'année de la récompense, les ventes de Vivre Vite sont dans les alentours de 198 000 exemplaires en décembre 2022,. Les raisons sont la dureté du sujet principal (le deuil), la préférence du public pour l'autre livre finaliste (Le Mage du Kremlin de Giuliano Da Empoli) et les difficultés financières du public en 2022.

## Éditions
- Vivre vite, Paris, Éditions Flammarion, 2022 (ISBN 978-2-08-020734-0)[10].
- Vivre vite, Paris, J'ai Lu, coll. « J'Ai Lu Litterature Francaise », 2024, 192 p. (ISBN 2290388386)[11].